# فيو ميري
فـِـيـّـُو ميري (بالفنلندية: Veijo Meri) (مواليد فيبوري، 31 ديسمبر 1928 - 22 يونيو 2015) كاتب فنلندي. كثير من عمله يركز على الحرب والعبث به.
ولد في فيبوري (اليوم فيبورغ، روسيا) ، وتخرج من المدرسة الثانوية مري في هامينلينا ، ثم درس التاريخ وأصبح كاتباً مستقلاً.
شملت أعماله المتنوعة روايات وقصص قصيرة وشعر ومقالات. وحصل على جائزة المجلس الشمالي للأدب سنة 1973.

## روابط خارجية
- فيو ميري على موقع IMDb (الإنجليزية)
- فيو ميري على موقع الموسوعة البريطانية (الإنجليزية)
- فيو ميري على موقع مونزينجر (الألمانية)
- فيو ميري على موقع ميوزك برينز (الإنجليزية)
- فيو ميري على موقع ديسكوغز (الإنجليزية)
- فيو ميري على موقع قاعدة بيانات الفيلم (الإنجليزية)